# 통로

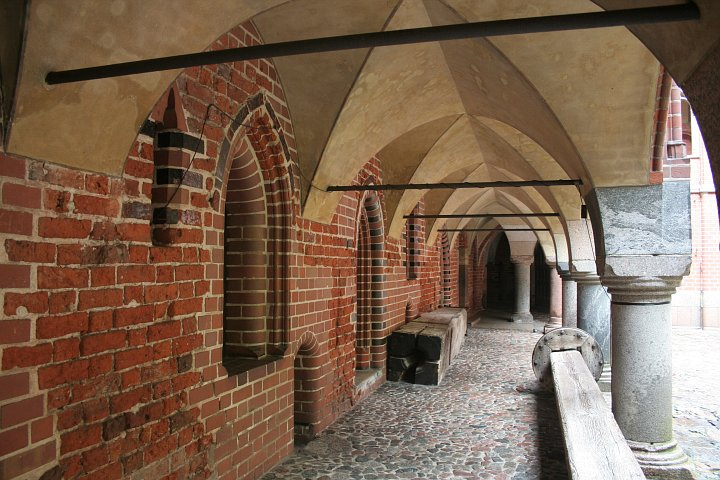
통로

통로(通路)는 사람과 물건의 이동을 위해 마련된 공간이다. 일반적으로 위치, 이용 형태에 따라서 인식이 달라진다. 양쪽에 좌석이 있는 통로는 비행기, 교회, 대성당, 유대교 회당, 회의실, 의회 및 입법부, 법정, 극장과 같은 특정 유형의 건물 및 특정 유형의 승용차에서 볼 수 있다. 바닥은 평평할 수도 있고, 극장에서처럼 무대에서 위로 올라올 수도 있다.
통로는 좌석이 아닌 양쪽에 선반이 있는 상점, 창고 및 공장에서도 볼 수 있다. 창고와 공장에서는 통로가 보관 팔레트로 정의될 수 있으며, 공장에서는 통로가 작업 영역을 분리할 수 있다. 헬스클럽에서는 운동기구가 일반적으로 통로에 배치되어 있다.
통로는 다른 열린 공간이나 좌석 공간 사이에 있지만 구조 내에 둘러싸여 있다는 점에서 복도, 보도, 인도, 포장 도로, 산책로, (밀폐된) "개방 공간"과 구별된다.

## 같이 보기
- 건축설계
- 실내 위치 추적 서비스
- 안전
- 결혼식